# Гереш (знак)
Ге́реш (ивр. גֵּרֵשׁ‎, в современной огласовке ивр. גֶּרֶשׁ‎) — знак в еврейском письме (׳‬).
Используется в нескольких случаях:
1. Гереш после буквы, диакритический знак, который изменяет произношение буквы (ג׳ ,ז׳ и др.)[1].
2. Для обозначения суффиксов или слов, заимствованных из идиша (например, ивр. תכל׳ס‎).
3. Знак пунктуации для обозначения сокращений[2], аналогично точке в русском языке[1] (например, ивр. עמ׳‎ от עמוד ‘страница’).
4. Для обозначения еврейских цифр[1] (например, ивр. קומה ב׳‎ ‘этаж Б’), дней недели[3] (например, ивр. יום ה׳‎ ‘пятый день (четверг)’).
5. Вместо пропущенного звука в разговорной речи: ивр. אנ׳לא יודע‎ anlo jode'a вместо אני לא יודע (ani lo jode'a)[4]

Кроме того, знак используется в кантилляции.
Символ, выглядящий как два гереша (״), имеющий отдельный код в Юникоде и отдельную клавишу на клавиатуре, называется гершаим.

## Диакритический знак
Добавляется к буквам для обозначения звуков, которые отсутствовали в древнем иврите и не имели обозначения в классическом алфавите:
- ג׳ (гимель + гереш) — читается как [dʒ], например англ. George — ивр. ג׳ורג׳‎
- ז׳ (заин + гереш) — читается как [ʒ], например Жаботинский — ивр. ז׳בוטינסקי‎
- צ׳ (цади + гереш) — читается как [tʃ], например чип — ивр. צ׳יפ‎

Кроме того, знак используется для передачи звуков арабского языка, для которых нет соответствующих букв в иврите:
- Сад — ס׳
- За — ט׳
- Гайн — ע׳ / ר׳
- Дад — צ׳
- Заль — ד׳
- Ха' — ח׳

Аналогично, знак используется для передачи звуков английского языка:
- ד׳ — ð, как в слове англ. then
- ת׳ — θ, как в слове англ. thing

## Юникод
| Вид | Код    | Название                    |
| --- | ------ | --------------------------- |
| ׳   | U+05F3 | HEBREW PUNCTUATION GERESH   |
| ֜    | U+059C | HEBREW ACCENT GERESH        |
| ֝    | U+059D | HEBREW ACCENT GERESH MUQDAM |

Так как не во всех раскладках клавиатуры есть символ гереша и гершаим, при печати обычно используют апостроф (', Unicode U+0027) и двойную прямую кавычку (", Unicode U+0022) соответственно.